# Charles Dodge
Charles Dodge (Ames, Iowa, 5 de junho de 1942) é um compositor norte-americano famoso por suas experiências em música eletroacústica. Dodge foi estudante de Darius Milhaud e Gunther Schuller.
Sua peça mais conhecida é Earth's Magnetic Field (1970).  Outra grande obra de sua autoria é Any Resemblance is Purely Coincidental (1980), para fita magnética e piano. Nela, uma gravação de Vesti la giubba, cantada por Enrico Caruso, é complementada por uma execução ao vivo de piano.
Charles Dodge é co-autor do livro Computer Music: Synthesis, Composition, and Performance.

## Obras
- Changes
- Earth's Magnetic Field (1970)
- Speech Songs (1972)
- In Celebration (1975)
- Synthesized Voices (1978)
- Any Resemblance Is Purely Coincidental (1980)
- The Waves (1984)
- Viola Elegy (1987)
- Violin Etudes (1993)
- Fades Dissolves Fizzles (1996)

### Exemplos sonoros
- «Epitonic.com: Duas obras de Any Resemblance is Purely Coincidental» (em inglês)
- «Art of the States: Any Resemblance is Purely Coincidental» (em inglês)